# Wapen van Amsterdam (Frans Werner)
Het Wapen van Amsterdam is een artistiek kunstwerk in Amsterdam-Zuid.
Voor de "Vereeniging bouwmaatschappij tot verkrijging van eigen woning" ontwierp architect Piet Kramer een blok woonhuizen aan de Uiterwaardenstraat, Dintelstraat, (de toen nog naamloze) President Kennedylaan en Maasstraat. De woningen werden opgeleverd in de bouwstijl van de Amsterdamse School. Daarbij mocht Frans Werner een kunstwerk leveren. Hij deed dat in de vorm van een relatief grote gevelsteen waarop het Wapen van Amsterdam zichtbaar is. In de bovenhoeken wordt in de stijleigen typografie vermeld: anno 1933. In de lijst eronder staat de (aangetaste) afkorting voor de bouwvereniging.  De bouw liep overigens uit; ze werd getroffen door een minstens acht weken durende staking van stukadoors en andere bouwvakkers die voor de afwerking moesten zorgdragen.  Het monogram van Frans Werner staat rechtsonder.
Kramer en Werner werkten ook samen aan wat de Kinderbrug zou worden. 